# Palutrus reticularis
Palutrus reticularis är en fiskart som beskrevs av Smith, 1959. Palutrus reticularis ingår i släktet Palutrus och familjen smörbultsfiskar. Inga underarter finns listade i Catalogue of Life.